# Катамаран
Катамара́н (от тамильского கட்டு மரம் каттумарам дословно — «связанные брёвна»):
- Плот у народов, проживающих на азиатском побережье Индийского океана
- Двухкорпусное судно; корпуса судна соединены сверху мостом (ферменного или палубного типа); разновидность несимметричного катамарана с вынесенным за основной корпус меньшим балансирным поплавком называют «проа».

## Конструкция
Суда, состоящие из двух корпусов, соединены между собой палубным или ферменным мостом.
Конструктивной особенностью большинства парусных катамаранов является их беспалубная конструкция — корпуса соединены балками, пространство между которыми закрыто сеткой, по которой передвигаются члены экипажа. Подобное решение существенно ограничивает условия обитаемости, но с этим мирятся на небольших судах, предназначенных для участия в соревнованиях.
Разновидности
- Глиссирующий корпус
- Полуводоизмещающий корпус
- Водоизмещающий корпус[2]
- Судно с малой площадью сечения по ватерлинии (SWATH)

## Преимущества и недостатки
Преимущества
К преимуществам катамаранов относят большую площадь палубного пространства, большую начальную поперечную  остойчивость, меньшую амплитуду качки, возможность иметь большие удлинения корпусов, что обеспечивает большую скорость хода. Катамаранная схема даёт возможность разнести силовую установку, что повышает её надёжность от механических повреждений.
- Большая площадь палубы[4].
- При меньшем водоизмещении — способность нести бо́льшую парусность при небольших углах крена.
- Меньший (на несколько процентов), по сравнению с однокорпусным судном, уровень качки при волнении[5].
- В отличие от положения палубы однокорпусного судна, палуба катамарана остаётся почти параллельной поверхности воды на всех скоростях, позволяя сохранять необходимый обзор и способствуя более эффективной экономии топлива.
- Катамараны легче в управлении и более манёвренны, чем однокорпусники.
- Мелкая осадка: большое преимущество, чтобы проскочить  через пояс рифов в глубокую часть лагуны и пришвартоваться на мелководье.

Недостатки
Большая площадь смоченной поверхности делает катамараны неэффективными на малых скоростях, использование двух корпусов и соединительного моста требует большего расхода металла при постройке.
- Соединительный мост при сильной качке подвергается сильной нагрузке (тем не менее, эта проблема, которая являлась на протяжении долгого времени основной, сегодня может разрешиться за счёт использования современных высокопрочных материалов).
- Повышенная масса корпусных конструкций на тонну водоизмещения.
- Увеличенная смоченная поверхность и вязкостное сопротивление (в связи с этим — малоэффективны на небольших скоростях).
- Резкое снижение остойчивости при увеличении крена до некоторого угла, что приводит к риску опрокидывания (при крене, достигающем угла опрокидывания, происходит быстрый переход восстанавливающего момента в опрокидывающий, так как центр тяжести поднимается намного выше центра сил плавучести).[6].
- Увеличенная габаритная ширина.
- Многокорпусные корабли не приспособлены к действиям во льду.

## История
Данный тип судна известен с древних времён и наибольшее распространение получил у народов Океании. По данным этнографии и археологии, катамаран, подобный тому, что продолжает использоваться в Полинезии, был основным средством расселения её народов уже ко II тысячелетию до н. э.
В Европе соединённые вместе суда, к примеру, использовались римлянами при осаде Сиракуз, на них располагались штурмовые лестницы.
Однако в целом катамараны не получили распространения в судостроении ввиду сложности постройки и проблем с обеспечением прочности соединительного моста, который подвергается большим нагрузкам при качке, что делает использование катамаранов более привлекательным на внутренних водных путях. Внедрение металла в качестве материала корпуса и новых, более эффективных, методов постройки корпусов позволили по-иному оценить перспективы катамаранов, и они стали получать всё большее распространение.

## Катамараны в наши дни
Катамараны уже достаточно активно используются в качестве пассажирских судов в закрытых морях на не очень больших расстояниях (например, на Средиземном море). Здесь они становятся конкурентом авиации.
В последние годы появились так называемые яхты-катамараны из алюминия, морской стали и композитных материалов. Данные катамараны делят на две категории — серийные и в единственном экземпляре, так называемые супер- и мегакатамараны, которые строят по индивидуальным решениям и с полной индивидуальной комплектацией, что позволяет отнести их к категории люкс. Большинство яхт-катамаранов являются парусно-моторными, что способствует защите окружающей среды и экономии энергии.
В водно-моторном спорте катамаранная форма также является наиболее распространённой, позволяя создавать высокоскоростные лодки, развивающие скорости до 250 км/ч и выше, как например катера водномоторной Формулы 1, или морские катера Класса 1.

Так называемая туннельная катамаранная схема позволяет реализовать принцип динамической воздушной подушки, весьма существенный на таких скоростях — соединительному мосту придаётся аэродинамический крыльевой профиль, создающий под днищем повышенное давление и подъёмную силу, которая увеличивается тем, что воздух дополнительно запирается с боков корпусами, снизу водной поверхностью, а спереди — набегающим воздушным потоком. Образующаяся воздушная подушка позволяет поднимать корпуса из воды, уменьшая сопротивление, так что катера касаются воды лишь винтами и задними концами поплавков.

## Катамараны в спорте и туризме
Катамараны широко распространены в парусном спорте и туризме. Особенностью парусных катамаранов является повышенная начальная остойчивость, высокие скоростные и ходовые качества. С появлением высокопрочных композитных материалов начался массовый выпуск парусных катамаранов. Конструктивной особенностью большинства парусных катамаранов является их беспалубная конструкция — корпуса соединены балками, пространство между которыми закрыто сеткой, по которой передвигаются члены экипажа. Подобное решение существенно ограничивает условия обитаемости, но с этим мирятся на небольших судах, предназначенных для участия в соревнованиях, а не развлекательных круизах.
В странах с развитой береговой инфраструктурой популярны спортивные и «пляжные» катамараны с жёсткими корпусами. В СССР, а затем России и СНГ более широкое распространение получили удобные для хранения и транспортировки разборные надувные катамараны, используемые для отдыха, парусных туристических походов и соревнований.
Туристические (сплавные) надувные катамараны используют в маршрутах самой разной длины и сложности. Каждый баллон такого катамарана обычно состоит из двух слоев — собственно воздухонепроницаемого баллона с отверстиями для надувания, который вставляется внутрь оболочки (в жаргоне туристов — «шкуры») из плотной ткани, предохраняющей баллон от механических повреждений. Баллон часто делается двухкамерным, что повышает безопасность плавания. Каркас туристического катамарана бывает как специальным — из алюминиевых (дюралюминиевых) трубок, так и из срубленных на месте стволов деревьев. При втором варианте такой катамаран обладает одним из лучших соотношений «сухой вес/грузоподъёмность» среди всех типов надувных туристических судов, в результате чего широко используется в походах с длинной пешеходной частью перед началом сплава.'
Современные материалы и новые технологии стали толчком для дальнейших разработок в модернизации классической конструкции сплавных катамаранов. Новая модель безрамного катамарана имеет надувную раму, стационарно приваренную к баллонам. Преимущества таких катамаранов — низкий вес, малогабаритность и удобство в транспортировке (цельное изделие укладывается в одну упаковку-рюкзак, подходящую под нормы авиаперевозок), быстрота сборки (10—15 минут для надува). Посадка на таком катамаране может быть как рафтовая (более безопасная и комфортная), так и спортивная коленная.
Многие из водных велосипедов являются катамараном.